# Голохвастова, Ольга Андреевна
Ольга Андреевна Голохва́стова, урожденная Андреевская (1840—1894) — русская писательница, драматург.

## Биография
Внебрачная дочь Е. П. Ростопчиной и А. Н. Карамзина. До замужества носила фамилию Андреевская. Воспитывалась в Швейцарии. Приехала в Москву в начале 1860-х гг. Вышла замуж за П. Д. Голохвастова (1863). Есть предположение, что Голохвастовой посвящено стихотворение Ф. И. Тютчева «Играй, покуда над тобою» (1861). Первая повесть Голохвастовой «За себя и за многих» (1869) о положении женщины «великосветского круга». Значительную известность ей принесла драма «Чья правда?» (1871), которую критика сначала одобрила за психологическую оригинальность и жизненность сюжета, а после постановки пьесы (Александринский театр, 1876, с М. Г. Савиной, А. М. Дюжиковой и И. И. Монаховым в главных ролях), упрекала за «неловкий план», слабость психологических мотивировок.
Последующие пьесы Голохвастовой: историческая драма в стихах «Две невесты» (1877) о Н. Б. Долгоруковой, последовавшей за мужем
в ссылку, шутка-быль «Назвался груздем полезай в кузов» (1881), драма «Лихому лихое» (1881), в основе сюжета которой ― мелодраматическая история с двумя убийствами, комедия «Выше толпы» (1886; Александринский театр ― 1887) ― не получили значительного отклика. Голохвастовой принадлежит также пьеса «Вечное дело».
Голохвастова входила в Московское общество славянофилов. Голохвастова некоторое время была автором «Областного обозрения» в газете «Русь». Член Общества любителей российской словесности (с 1877). Голохвастова принимала участие в качестве автора «Областного обозрения» газеты «Русь».
Голохвастова умерла в селе Покровское-Рубцово Звенигородского уезда Московской губернии; похоронена в Москве.